# Hadalgi, Aland
Hadalgi là một làng thuộc tehsil Aland, huyện Gulbarga, bang Karnataka, Ấn Độ.